# Henrique Rosa
Henrique Rosa (1946. január 18. – 2013. május 15.) bissau-guineai politikus, a 2003-as katonai puccsot követően Bissau-Guinea ideiglenes elnöke 2003 és 2005 között, miután a hatalmat átvevő hadsereg és a politikai pártok megegyeztek az átmenetet irányító ügyvezető elnök személyéről. 2005. október 1-én Vieira követte őt az államfői pozícióban. Rosa indult a 2009-es elnökválasztáson, a harmadik helyet megszerezve.